# Marktplein (Lviv)

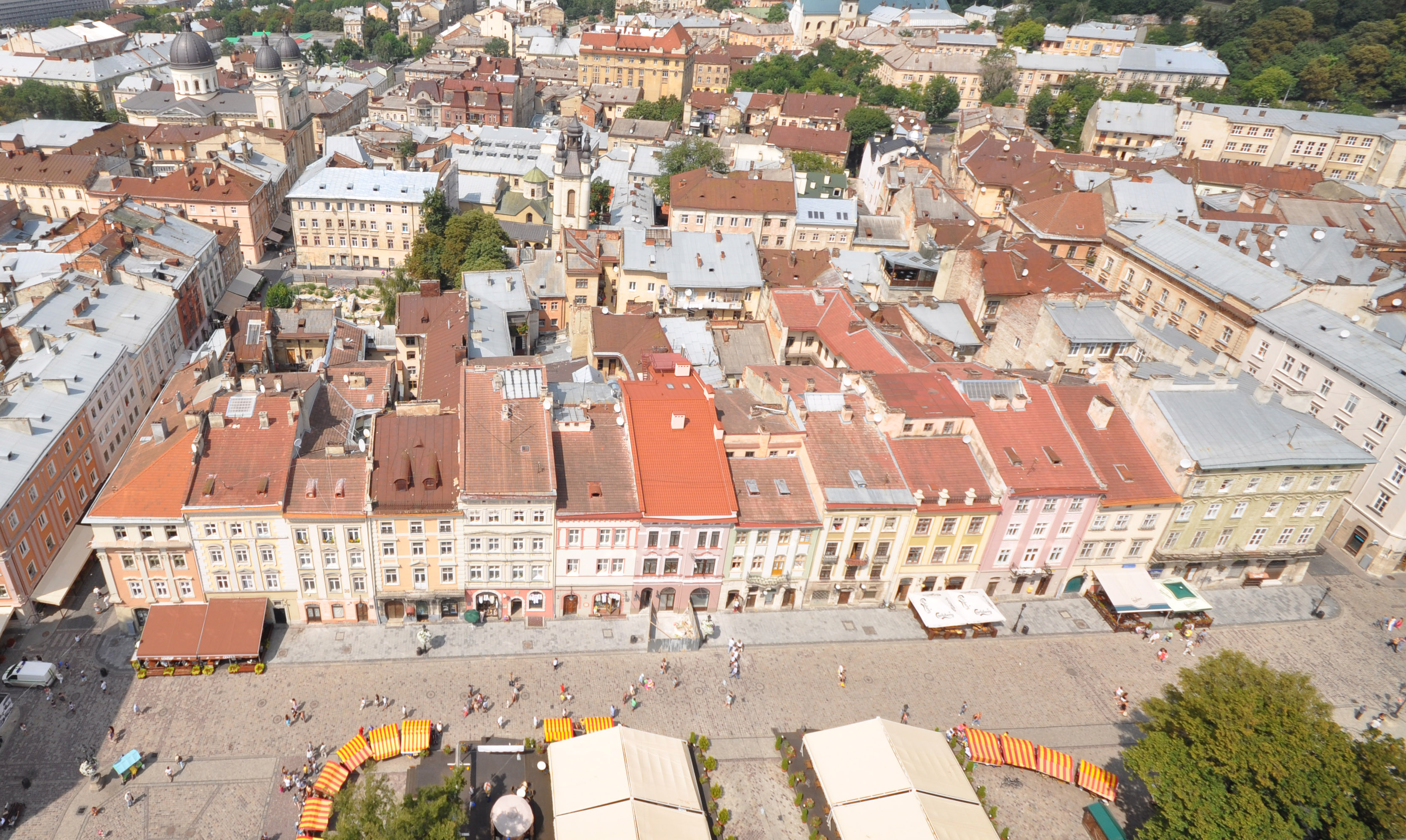
Noordelijke zijde van het marktplein, gezien vanuit de toren van het stadhuis

Het Marktplein van Lviv (Oekraïens: Площа Ринок; Pools: Rynek we Lwowie; Duits: Ring) is een centraal plein in de Oekraïense stad Lviv. Het plein is rechthoekig en meet 142 bij 129 meter. In het midden van het plein staat het stadhuis. Er staan 44 huizen op de markt. In de vier hoeken staan er fonteinen met beelden van figuren uit de Grieks-Romeinse mythologie: Neptunus, Diana, Amphitrite en Adonis. 
Aanvankelijk stonden er vele gotische gebouwen op de markt, maar een groot deel van de stad werd verwoest in de brand van 1527. De, toen Poolse stad Lwów, werd in renaissance-stijl herbouwd. 

## Afbeeldingen

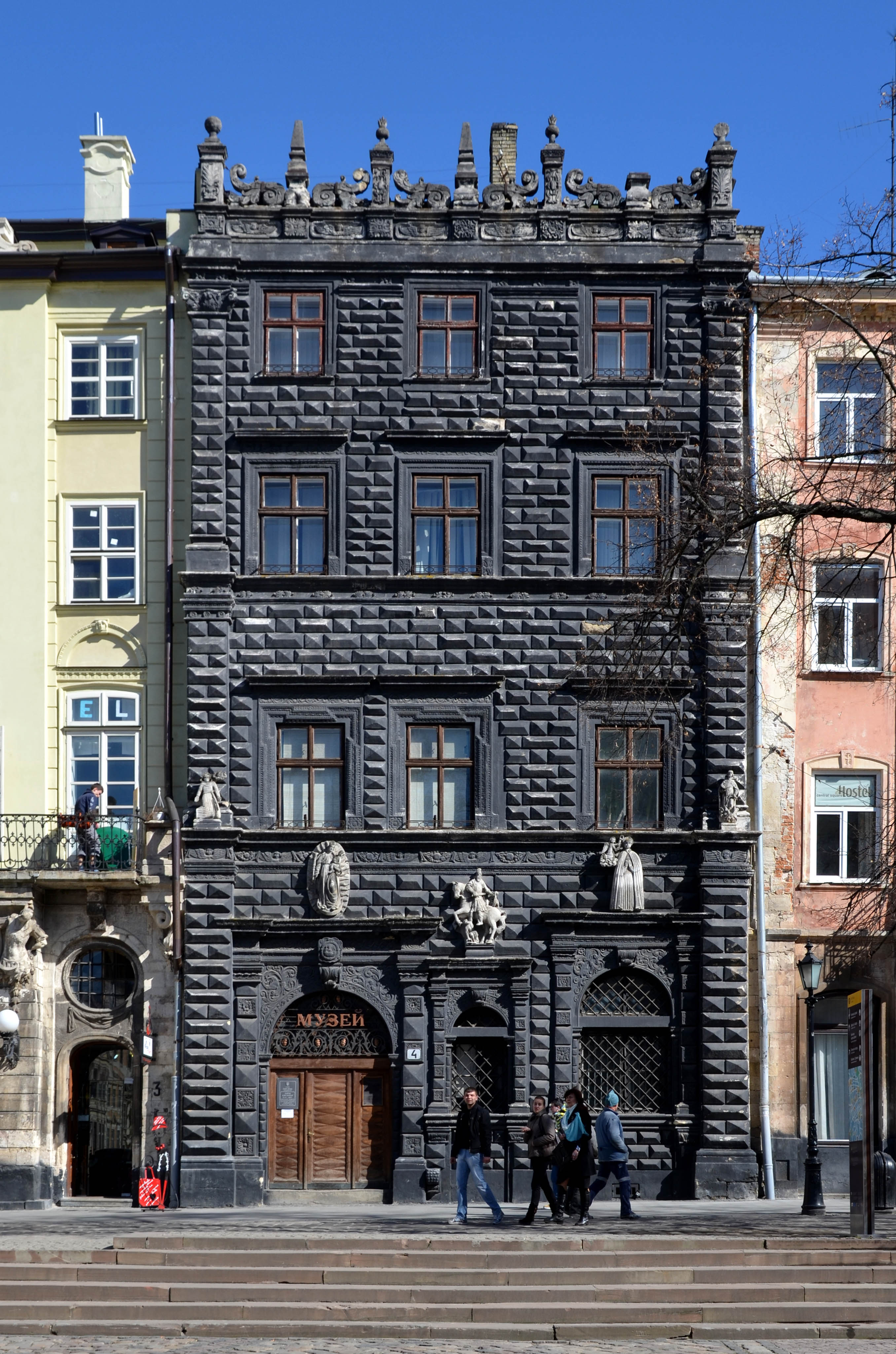
Zwarte huis
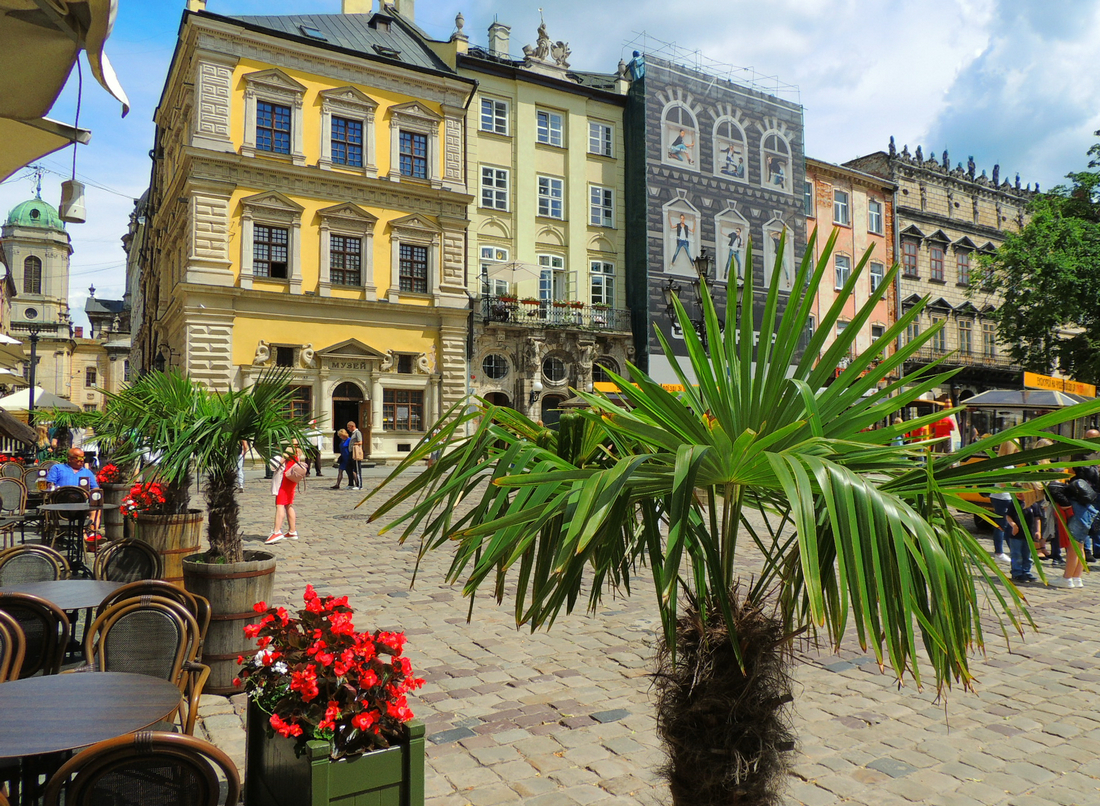
Oostzijde marktplein
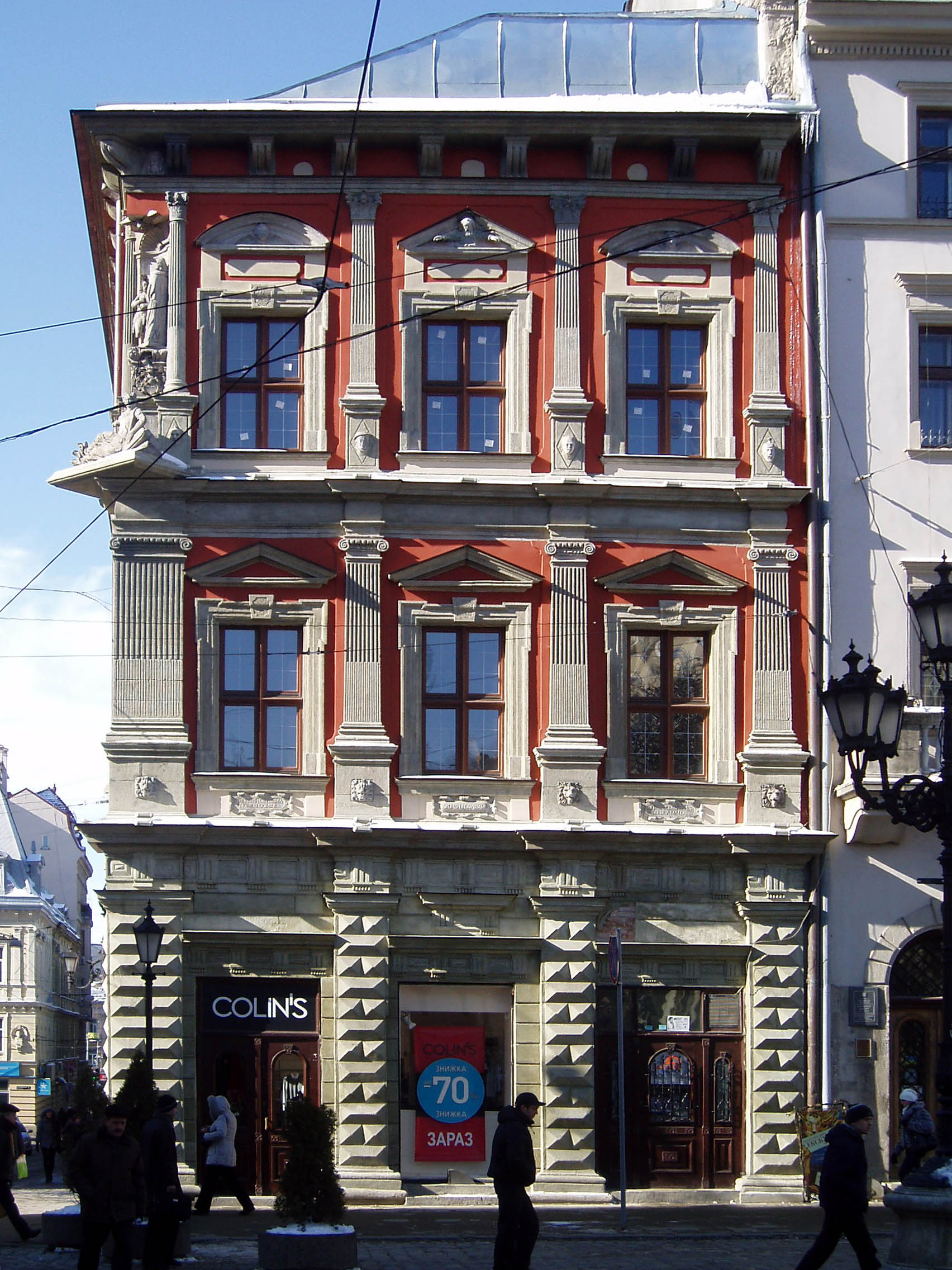
Scholz-Wolf huis
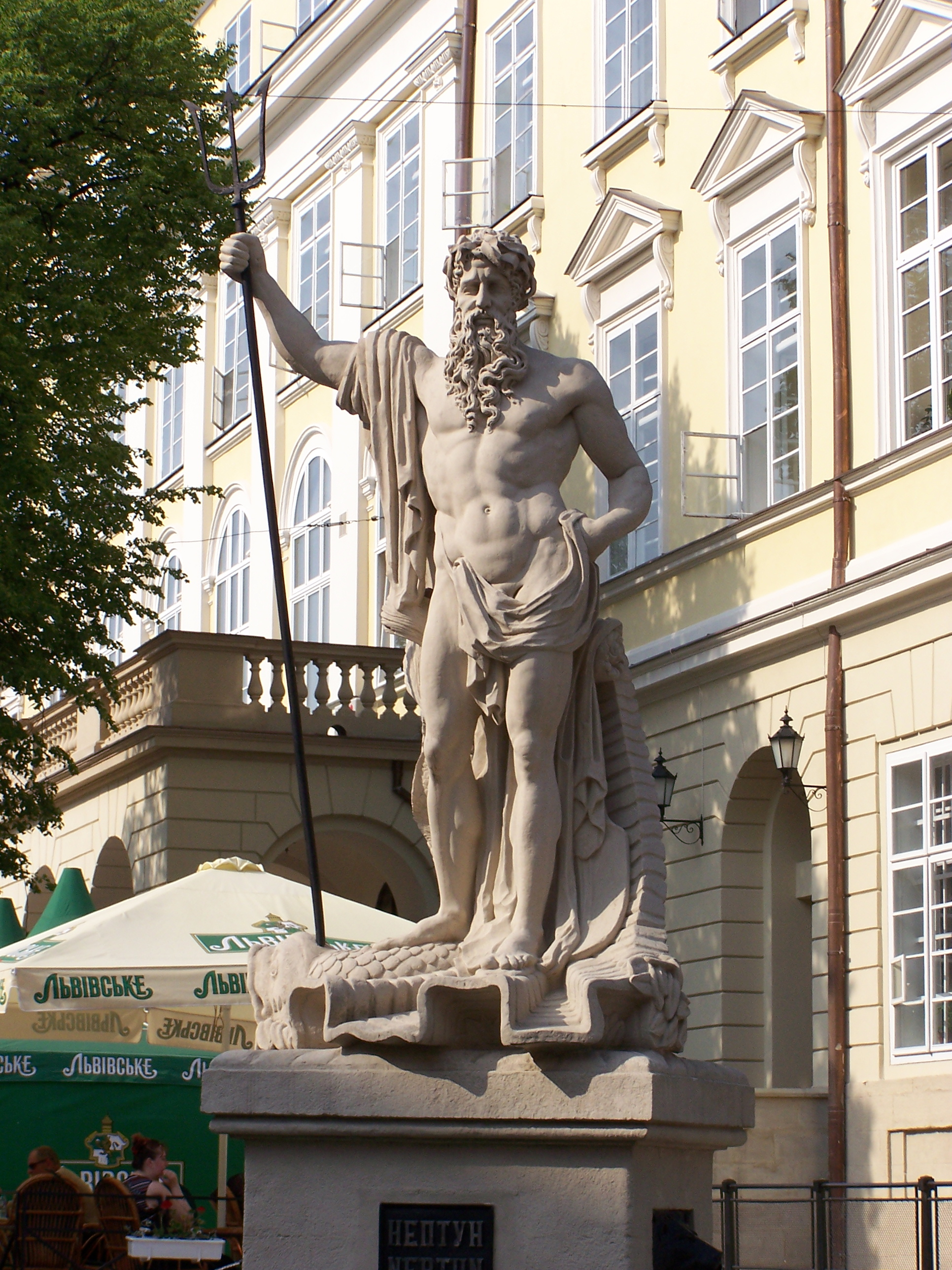
Neptunus